# Ebru Şahin
Ebru Şahin (* 18. Mai 1994 in Istanbul) ist eine türkische Schauspielerin. Ihre Schauspielkarriere begann mit dem Film Kan Parası und später spielte sie in Serien wie Hercai und Destan die Hauptrolle.

## Karriere
Nachdem Şahin die Universität Istanbul in Sportwissenschaft absolviert hatte, begann sie eine Schauspielkarriere. Ihr Debüt gab sie 2016 in dem Kinofilm Kan Parası. Eine Nebenrolle spielte 2017 in der Serie Savaşçı und später in İstanbullu Gelin und Yasak Elma. Ihre erste Hauptrolle bekam sie in der Fernsehserie Hercai. Für diese Rolle bekam Şahin 2020 eine Auszeichnung vom Altın Kelebek Award als beste Schauspielerin.

## Filmografie
Filme
- 2016: Kan Parası
- 2017: Babam
- 2019: Şuursuz Aşk

Fernsehserien
- 2017: Savaşçı
- 2017–2018: İstabullu Gelin
- 2018: Yasak Elma
- 2019–2021: Hercai
- 2021–2022: Destan